# 구갈안나
구갈안나(아카드어: 𒀭𒄘𒃲𒀭𒈾)는 수메르 종교에서 명계의 여왕인 에레쉬키갈의 첫 남편이다. 그의 이름은 아마도 원래 "안의 수로 감독관"을 의미했을 것이며 그는 단지 엔누기의 다른 이름일 수도 있다. 에레쉬키갈과 구갈안나의 아들은 닌아주이다. 이슈타르의 지하세계 강림에서, 사랑, 아름다움, 성, 전쟁의 여신인 이슈타르는 문지기인 네티에게 그녀의 "언니 에레쉬키갈의 남편인 구갈안나"의 장례식에 참석하기 위해 지하세계로 내려가고 있다고 말한다. 일부 학자들은 구갈안나가 길가메시 서사시에서 길가메시와 엔키두에게 살해된 하늘의 황소와 동일한 인물이라고 본다.

## 서지
- Black, Jeremy; Green, Anthony (1992), 《Gods, Demons and Symbols of Ancient Mesopotamia: An Illustrated Dictionary》, The British Museum Press, ISBN 0714117056
- Kramer, Samuel Noah (1961), 《Sumerian Mythology: A Study of Spiritual and Literary Achievement in the Third Millennium B.C.: Revised Edition》, Philadelphia, Pennsylvania: University of Pennsylvania Press, ISBN 0812210476
- Pryke, Louise M. (2017), 《Ishtar》, New York and London: Routledge, ISBN 978-1-138--86073-5
- Wolkstein, Diane; Kramer, Samuel Noah (1983), 《Inanna: Queen of Heaven and Earth: Her Stories and Hymns from Sumer》, New York City, New York: Harper&Row Publishers, ISBN 0-06-090854-8